# Klippehoppere
- Familie Klippehoppere Picathartidae

  - Slægt Chaetops
    - Rødbrun klippehopper Chaetops frenatus
    - Orange klippehopper Chaetops aurantius